# Metagonia maximiliani
Metagonia maximiliani är en spindelart som beskrevs av Brignoli 1972. Metagonia maximiliani ingår i släktet Metagonia och familjen dallerspindlar. Inga underarter finns listade i Catalogue of Life.